# Жунько, Леонид Михайлович
Леонид Михайлович Жунько (укр. Леонід Михайлович Жунько; род. 9 июня 1951, Красное Поле, Ворошиловградская область) — советский и украинский государственный и политический деятель, занимал различные посты в городском самоуправлении города Севастополя, в 1999—2005 городской глава Севастополя, в 2008—2010 годах представитель Президента Украины в Автономной Республике Крым.

## Биография
Родился 6 июня 1951 года в селе Красное Поле Марковского района Ворошиловградской области. Окончил Мелитопольский институт механизации сельского хозяйства (1974) по специальности инженер — механик и Украинскую школу международного бизнеса (1991) по специальности «Внешнеэкономическая деятельность, организация торговых и финансовых организаций».
С 1974 года работал инженером в Севастополе, директором предприятия, работал в агрофирме «Золотая балка», в 1985—1992 годах — заместитель председателя, первый заместитель председателя исполкома Балаклавского райсовета Севастополя. 1992—1994 годах — заместитель главы Севастопольской городской государственной администрации — председатель комитета городского строительства и городского хозяйства. 1995—1997 годы — директор севастопольского предприятия «Севагротранс».
В июне 1997 года возглавил налоговую администрацию Нахимовского района города Севастополя. С мае 1998 года председатель Государственной налоговой администрации Украины в городе Севастополе. В 1999 году активно поддерживал кандидатуру Л. Д. Кучмы на выборах президента Украины.
5 апреля 1999 — 4 февраля 2005 председатель Севастопольской городской государственной администрации (городской голова Севастополя). 27 октября 1999 года указом № 1401/99 — Жунько Леониду Михайловичу был присвоен Первый ранг государственного служащего (Украина).
31 марта 2002 года избран депутатом Севастопольской совета 24 созыва. С 2007 года председатель Севастопольской городской организации ВОДС «Злагода». В 2007 году на общественных началах выполнял функции советника Министра регионального развития и строительства Владимира Яцубы.
С 30 января 2008 по 6 апреля 2010 года Представитель Президента Украины в Автономной Республике Крым указом Президента Виктора Ющенко.
Был членом Народной Партии Владимира Литвина. С апреля 2010 года был председателем Севастопольского отделения Народной партии. С июля 2011 года по 2014 год — директор Национального заповедника «Херсонес Таврический».
Депутат Севастопольского городского совета 6 созыва. Поддержал вхождение Крыма и Севастополя в состав России. 6 марта 2014 года голосовал за проведение референдума о вхождении города Севастополь в состав России. Разыскивается на территории Украины с 28 августа 2015 года по подозрению в государственной измене. Внесён в базу украинского сайта «Миротворец» в разделе изменники Украины.
После присоединения Крыма принял гражданство Российской федерации, отошёл от политической деятельности, проживает в Севастополе, пенсионер.
Учредитель Ассоциации фермеров и землевладельцев «Севастополь» (2016).

## Награды
Награждён Орденом «За заслуги» Украины II-й (2000) и III-й (2004) степени, знаком отличия «За заслуги перед городом Севастополем», наградами православной церкви.

## Семья
Жена — Жунько Татьяна Петровна, (26 июля 1949), есть две дочери.